# وادي انهى (السبرة)

تعديل مصدري - تعديل

وادي انهى محلة تابعة لقرية حبيل الدار، التابعة لعزلة بلادالشعيبي العليا بمديرية السبرة إحدى مديريات محافظة إب في الجمهورية اليمنية.، بلغ تعداد سكانها 20 حسب تعداد اليمن لعام 2004.